# Балево (посёлок станции)
Балево — поселок станции в Суворовском районе Тульской области в составе Северо-Западного сельского поселения.

## География
Находится в западной части Тульской области на расстоянии приблизительно 3 км по прямой на запад от города Суворов, административного центра района у железнодорожной линии Тула-Козельск.

## История
Был отмечен уже только на карте 1988 года. Станция ныне превратилась в остановочный пункт. 

## Население
Постоянное население составляло 31 человек (русские 100 %) в 2002 году, 29 в 2010.